# Тбилискаја
Тбилискаја (рус. Тбилисская) насељено је место руралног типа (станица) на југозападу европског дела Руске Федерације. Налази се у централном делу Краснодарске покрајине и административно припада њеном Тбилишком рејону чији је уједно и административни центар.
Према подацима националне статистичке службе РФ за 2017, станица Тбилискаја је имала 25.317 становника.

## Географија
Тбилискаја се налази у централном делу Краснодарске покрајине на неких 108 километара североисточно од Краснодара и на око 257 километара јужно од Ростова на Дону. Град лежи на крајњем југу степске Кубањско-приазовске низије, на десној обали реке Кубањ, на надморским висинама између 102 и 105 метара. Уже урбано подрује је издужено у смеру запад-исток у дужини од око 10 км.

## Историја
Станица Тифлискаја (рус. Тифлисская) основана је 1802. од стране Јекатеринославских Козака који су прекомандовани на службу на подручје Кубања. Станица је име добила по грузијском граду Тбилисију у коме се налазило седиште Тбилишког 15. гренадирског пука руске царске армије. Године 1936. станица добија садашњи назив Тбилискаја.
Седиште је Тбилишког општинског рејона од његовог оснивања 1934. године

## Демографија
Према подацима са пописа становништва 2010. у граду је живело 25.317 становника, док је према проценама за 2017. било 58.982 становника.
| 1959.  | 1970.  | 1979.  | 1989.  | 2002.  | 2010.  |
| ------ | ------ | ------ | ------ | ------ | ------ |
| 10.229 | 17.338 | 18.894 | 21.880 | 24.134 | 25.317 |